# デイタイム・エミー賞
デイタイム・エミー賞（Daytime Emmy Award）は、エミー賞の一部を構成する、アメリカ合衆国内の優れたデイタイム（昼間）のテレビ番組やその関係者を表彰する賞である。ニューヨークに拠点を置く全米テレビ芸術科学アカデミー(NATAS)によって授与される。授賞式は通常5月か6月に開催される。

## 歴史
第1回エミー賞授賞式は1949年1月25日に行われた。デイタイムの番組に対する表彰は、1972年のプライムタイム・エミー賞授賞式で初めて授与された。その年の最優秀昼ドラマのノミネート作は『ザ・ドクターズ』と『ジェネラル・ホスピタル』であり、『ザ・ドクターズ』が最優秀作品賞に選ばれた。また、最優秀昼ドラマ出演者には、『オール・マイ・チルドレン』のメアリー・フィケットに授与された。
プライムタイム・エミー賞から独立したデイタイム番組のみの表彰式は、1974年にニューヨーク、ロックフェラー・センターのチャンネルガーデンで行われた。その年の司会者はバーバラ・ウォルターズとピーター・マーシャルだった。何年もの間、デイタイム・エミー賞の授賞式はニューヨークで行われ、通常はラジオシティ・ミュージックホールで開催され、マディソン・スクエア・ガーデンで開催されることも時折あった。2006年、授賞式の会場はロサンゼルスのコダック・シアターに移された。2007年と2008年の授賞式もコダック・シアターで行われたが、2009年はオルフェウム・シアターで行われた。2010年と2011年はラスベガスで開催された。2012年以降のデイタイム・エミー賞授賞式はロサンゼルスの各地で行われており、2006年以降ニューヨークに戻ることはなかった。これは、かつてニューヨークで制作されていた昼ドラマは打ち切られ、その後放送されているものはロサンゼルスで収録されているという、アメリカの昼ドラマの現状を反映したものである。
デイタイム番組の出演者や関係者はそれほど多くないため、同じ人が繰り返しノミネートされることが一般的になっている。その中でも有名なのが『オール・マイ・チルドレン』の出演者スーザン・ルッチで、1999年にデイタイム・エミー最優秀女優賞を受賞するまでに18回ノミネートされていることから、「スーザン・ルッチ」という名前は「賞にノミネートされても受賞できない人」の代名詞となった。
2003年から、組織票に対する厳しい批判に応えて、全てのドラマ出演者部門で追加の投票ラウンドを実施している。「事前ノミネート」(pre-nominations)として各部門から1〜2名が選ばれ、賞のメインのノミネートの選考対象に加えられる。
1980年代のケーブルテレビの台頭により、1989年からケーブルテレビの番組がデイタイム・エミー賞の対象となった。『オール・マイ・チルドレン』がWebテレビに移行したことを受けて、2013年からWebテレビの番組を対象に加えた。
2023年の授賞式は全米脚本家組合とSAG-AFTRAのストにより無期延期され12月15日に授賞式が行われた。

## 選考ルール
デイタイム・エミー賞の選考対象となる番組は、1月1日から12月31日までの対象期間中にアメリカのテレビで放映されている必要がある。「全米デイタイムの番組」と見なされるためには、午前2時から午後6時の間に、全米の50%以上の地域で放送されなければならない。デイタイム・エミー賞にエントリーされた番組は、プライムタイム・エミー賞やその他の全米規模のエミー賞にエントリーすることはできない。メディア市場間で放送時間が異なる番組販売による番組の場合（ただし、全米到達率50%以上）、デイタイムとプライムタイムどちらのエミー賞にもエントリーできるが、両方にエントリーすることはできない。ゲーム番組の場合は、全米到達率50%以上で、午後8時よりも前（午後7時から午後8時のプライムタイムの最初の1時間を含む）に放送されていれば、デイタイム・エミー賞にエントリーできる。それ以外の場合は、プライムタイム・エミー賞のみの対象となる。ウェブテレビ番組の場合、全米の50%以上の地域でダウンロードまたはストリーミングが可能でなければならず、番組販売の番組と同様に、全国規模のエミー賞のいずれか1つにしかエントリーできない。
エントリーは12月下旬までに提出する必要がある。ほとんどの部門では、番組のDVDまたはマスターテープを提出する必要がある。例えば、ほとんどの連続番組部門では、対象期間中に放映された1つまたは2つのエピソードを、提出するDVDに含める必要がある。
投票は、ピアジャッジメントパネルによって行われる。2年以上かつ過去5年間に国内クレジットを取得している全ての現役アカデミー会員は、審査員になる資格がある。部門ごとに、投票は評価スコア基準または優先スコアシステムを使用して行われる。

## 授賞式の中継
授賞式は元々昼間に放送されていたが（中継されなかった1983年と1984年を除く）、1991年以降はプライムタイムに移った。
最近のデイタイム番組の視聴率低迷で、ABCやNBCで授賞式中継を撤退した。2012年はHLNが中継を行った。2014年の授賞式は初めてテレビ放映されず、ネット配信のみとなった。

## 部門
デイタイム・エミー賞には以下の部門がある。
番組
- ドラマシリーズ (Drama Series)
- デジタル昼ドラマシリーズ (Digital Daytime Drama Series)
- ゲーム番組 (Game Show)
- トーク番組 (Talk Show) （2007年より以下の2部門に分割された）
  - トーク番組 - 娯楽 (Talk Show – Entertainment)
  - トーク番組 - 教養 (Talk Show – Informative)
- 法務・法廷番組 (Legal/Courtroom Program)
- 朝の番組 (Morning Program)
- 料理番組 (Culinary Program)
- エンターテインメントニュース番組 (Entertainment News Program)
- デイタイムの音楽パフォーマンス番組 (Musical Performance in a Daytime Program)
- 単発特別番組 (Special Class Special)

出演者
- ドラマシリーズ主演男優 (Lead Actor in a Drama Series)
- ドラマシリーズ主演女優 (Lead Actress in a Drama Series)
- ドラマシリーズ助演男優 (Supporting Actor in a Drama Series)
- ドラマシリーズ助演女優 (Supporting Actress in a Drama Series)
- ドラマシリーズ若手男優 (Younger Actor in a Drama Series)
- ドラマシリーズ若手女優 (Younger Actress in a Drama Series)
- ドラマシリーズ特別出演者 (Special Guest Performer in a Drama Series)

司会者
- ゲーム番組司会者 (Game Show Host)
- トーク番組司会者 (Talk Show Host) （2014年より以下の2部門に分割された）
  - 娯楽トーク番組司会者 (Entertainment Talk Show Host)
  - 教養トーク番組司会者 (Informative Talk Show Host)
- 料理番組司会者 (Culinary Host)

作家・監督
- ドラマシリーズ監督 (Directing for a Drama Series)
- ドラマシリーズ作家 (Writing for a Drama Series)

スペイン語番組・タレント
- スペイン語の朝の番組 (Morning Program in Spanish)
- スペイン語の娯楽番組 (Entertainment Program in Spanish)
- スペイン語のデイタイム番組のタレント (Daytime Talent in Spanish)

## クリエイティブアート・デイタイム・エミー賞
クリエイティブアート・デイタイム・エミー賞には以下の部門がある。
- Art Direction
  - Art Direction/Set Decoration/Scenic Design for a Drama Series
  - Art Direction/Set Decoration/Scenic Design for a Series
- Casting
  - Casting Director for a Drama Series
  - Casting for an Animated Series or Special
- Costumes
  - Costume Design for a Drama Series
  - Costume Design/Styling for a Series
- Directing
  - Directing in an Animated Program (2008-)
  - Directing in a Preschool Animated Program
  - Directing in a Children's Series
  - Directing in a Game/Audience Participation Show (removed in 2006)
  - Directing in a Lifestyle/Culinary/Travel Program
  - Directing in a Talk Show/Morning Program
  - Special Class Directing
- Editing
  - Multiple Camera Editing for a Drama Series
  - Multiple Camera Editing for a Series
  - Single Camera Editing for a Series
- Hairstyling
  - Hairstyling for a Drama Series
  - Hairstyling for a Series
- Individual Achievement in Animation (multiple winners)
- Lighting Direction
  - Lighting Direction for a Drama Series
  - Lighting Direction for a Series
- Main Title and Graphic Design
- Makeup
  - Makeup for a Drama Series
  - Makeup for a Series
- Music
  - Music Direction and Composition for a Drama Series
  - Music Direction and Composition for a Series
  - Original Song – Drama
  - Original Song for a Series
  - Original Song – Main Title and Promo
- New Approaches
  - New Approaches – Enhancement to a Daytime Program or Series
  - New Approaches – Original Daytime Program or Series
- Performance
  - Host in a Lifestyle/Travel Program
  - Performer in an Animated Program
  - Performer in a Children's Series
  - Performer in a Children/Youth/Family Special (1989–2007)
- Programming
  - Outstanding Children's Animated Program
  - Outstanding Pre-School Children's Animated Program
  - Outstanding Children's Series
  - Outstanding Pre-School Children's Series
  - Outstanding Children/Youth/Family Special （2008年廃止）
  - Outstanding Lifestyle Program
  - Outstanding Special Class Animated Program
  - Outstanding Special Class Series
  - Outstanding Special Class – Short Format Daytime Program
  - Outstanding Travel Program
- Promotional Announcement
  - Promotional Announcement – Episodic
  - Promotional Announcement – Institutional
- Sound Editing and Mixing
  - Live and Direct to Tape Sound Mixing for a Drama Series
  - Live and Direct to Tape Sound Mixing for a Series
  - アニメーション番組音響編集部門（ Sound Editing – Animation）
  - Sound Editing – Live Action
  - Sound Editing for a Preschool Animated Program
  - アニメーション番組音響部門（Sound Mixing – Animation）
  - Sound Mixing – Live Action
  - 未就学児向けアニメーション番組音響部門（Sound Mixing for a Preschool Animated Program）
  - retired categories:
    - Film Sound Editing (1985–1995)
    - Film Sound Mixing (1985–1995)
    - Sound Editing (1996–2002)
    - Sound Mixing (1996–2002)
    - Sound Editing – Special Class (1996–2002)
    - Sound Mixing – Special Class (1996–2002)
    - Sound Editing – Live Action or Animation (2003–2011)
    - Sound Mixing – Live Action or Animation (2003–2011)
- Stunt Coordination
- Technical Direction
  - Single Camera Photography
  - Technical Team for a Drama Series
  - Technical Team for a Series
- Writing
  - Writing in an Animated Program (1992-1994, 2009-)
  - Writing in a Children's Series
  - Writing in a Preschool Animated Program
  - Special Class Writing

## デイタイム・エミー賞を複数回受賞した人物
8回以上
- エレン・デジェネレス (29) (2004–2017)
- オプラ・ウィンフリー (16) (1987, 1989, 1991-1998, 2014)
- ソニア・マンザーノ（英語版） (15) (1984, 1986-1992, 1994-1995, 1998-1999, 2001-2003)
- ボブ・バーカー (14) (1982, 1984, 1987–1988, 1990–1992, 1994–1996, 2000, 2002, 2004, 2007)
- レヴァー・バートン (12) (1990, 1993, 1996-1998, 2001-2003, 2005, 2007)
- ロージー・オドネル (11) (1997–2002)
- ジル・ファーレン・フェルプス（英語版） (10) (1982, 1988–1990, 2005–06, 2008, 2012, 2014–15)
- ケヴィン・クラッシュ（英語版） (9) (1990, 2005–2007, 2009–2013)
- フィル・ドナヒュー（英語版） (9) (1977–1980, 1982–1983, 1985–1986, 1988)
- ロバート・ガザ・ジュニア（英語版） (9) (1989, 1991, 1999, 2003, 2005-2006, 2008-2009, 2012)
- クレア・ラビーン（英語版） (9) (1977-1978, 1979-1980, 1983-1984, 1995)
- ブラッドレイ・ベル（英語版） (8) (2009-2011, 2013, 2015, 2017)
- ジュリー・ハナン・カールーザーズ（英語版） (8) (1988-1990, 1995-1997, 1999-2000)
- キャサリン・フォスター（英語版） (8) (1989, 1996-1999, 2001-2002, 2004)
- アンソニー・ギアリー（英語版） (8) (1982, 1999–2000, 2004, 2006, 2008, 2012, 2015)
- メフメト・オズ（英語版） (8) (2010–2014, 2016-2018)
- フランク・バレンティーニ（英語版） (8) (2002, 2008-2009, 2010, 2016-2017)

## 視聴率
| 回     | 放送日        | ネットワーク                           | 視聴率 | 視聴者 （10万人） |
| ------ | ------------- | -------------------------------------- | ------ | ----------------- |
| 第18回 | 1991年6月27日 | CBS                                    | 13.5   | 18.9              |
| 第19回 | 1992年6月23日 | NBC                                    | 15.3   | 20.2              |
| 第20回 | 1993年5月26日 | ABC                                    | 16.4   | 22                |
| 第21回 | 1994年5月25日 | ABC                                    | 14.1   | 18.9              |
| 第22回 | 1995年5月19日 | NBC                                    | 10.2   | 13.7              |
| 第23回 | 1996年5月22日 | CBS                                    | 11.4   | 15.1              |
| 第24回 | 1997年5月21日 | ABC                                    | 11.8   | 15.9              |
| 第25回 | 1998年5月15日 | NBC                                    | 10.2   | 13                |
| 第26回 | 1999年5月21日 | CBS                                    | 10.4   | 14.2              |
| 第27回 | 2000年5月19日 | ABC                                    | 9.1    | 13                |
| 第28回 | 2001年5月18日 | NBC                                    | 7.9    | 10.3              |
| 第29回 | 2002年5月17日 | CBS                                    | 6.9    | 10.1              |
| 第30回 | 2003年5月16日 | ABC                                    | 6.3    | 8.6               |
| 第31回 | 2004年5月21日 | NBC                                    | 6      | 8.4               |
| 第32回 | 2005年5月20日 | CBS                                    | 5.5    | 7.6               |
| 第33回 | 2006年4月28日 | ABC                                    | 4.5    | 6.1               |
| 第34回 | 2007年6月15日 | CBS                                    | 5.9    | 8.3               |
| 第35回 | 2008年6月20日 | ABC                                    | 4      | 5.4               |
| 第36回 | 2009年8月30日 | CW                                     | 2      | 2.7               |
| 第37回 | 2010年6月27日 | CBS                                    | 3.8    | 5.6               |
| 第38回 | 2011年6月19日 | CBS                                    | 3.7    | 5.5               |
| 第39回 | 2012年6月23日 | HLN                                    | N/A    | 2 (5 broadcasts)  |
| 第40回 | 2013年6月16日 | HLN                                    | N/A    | 1.8               |
| 第41回 | 2014年6月22日 | （インターネット中継）                 | N/A    | N/A               |
| 第42回 | 2015年4月26日 | POP                                    | N/A    | 900,000           |
| 第43回 | 2016年5月1日  | Youtube, Facebook, Periscope           | N/A    | 298,521           |
| 第44回 | 2017年4月30日 | Youtube, Facebook, Periscope           | N/A    | 295,467           |
| 第45回 | 2018年4月29日 | Youtube, Facebook, Periscope, KNEKT-TV | N/A    | 426,257           |
| 第46回 | 2019年5月1日  | TBD                                    | TBD    | TBD               |